# Електра (опера)

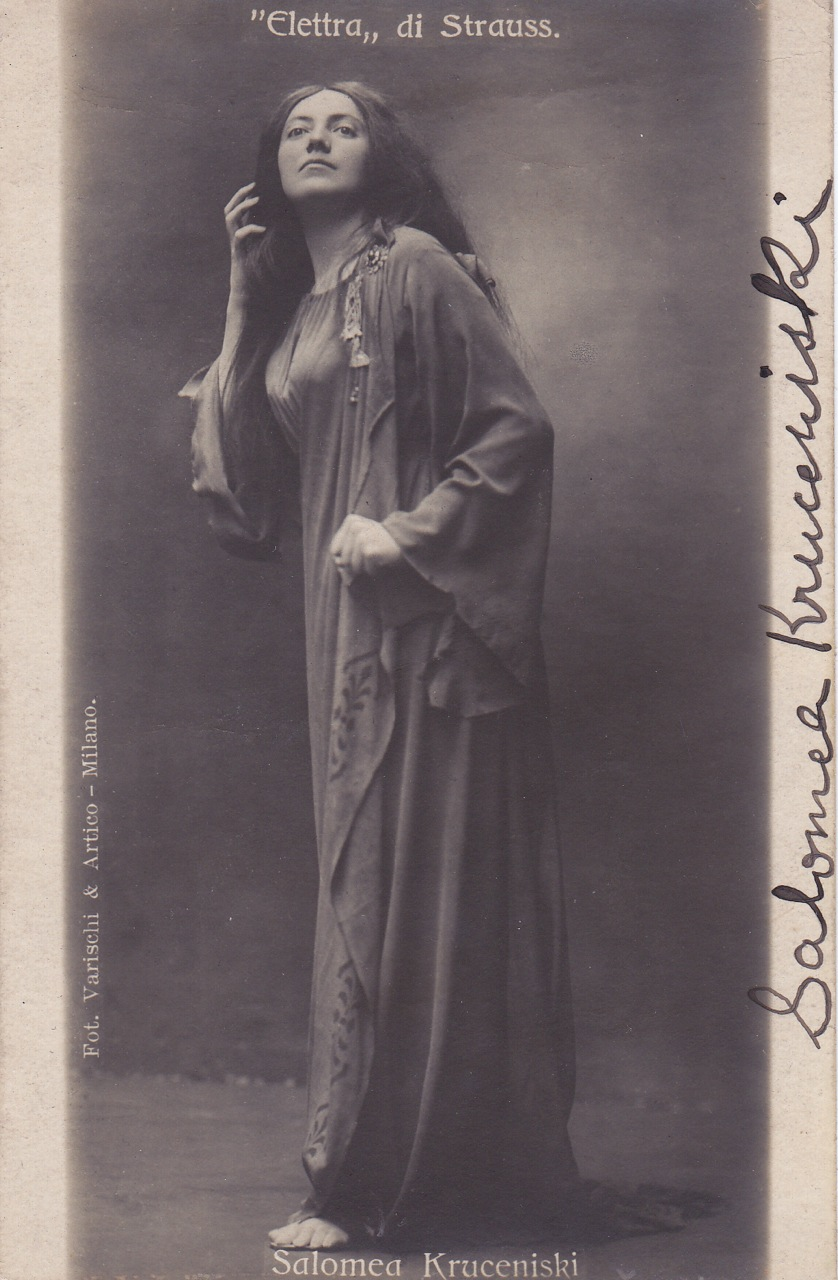
Соломія Крушельницька в ролі Електри

«Електра» (нім. Elektra) — опера на одну дію німецького композитора  Ріхарда Штрауса на лібрето Гуґо фон Гофмансталя за його однойменною трагедією. Прем'єра відбулася у Дрездені, 25 січня 1909 року під орудою Е. Шуха. У Російській імперії вперше прозвучала у Маріїнському театрі 18 лютого 1913 року — диригент А. Коутс, режисер В. Е. Меєргольд, художник А. Головін.

## Дійові особи
- Електра (сопрано)
- Хрісофеміда, її сестра (сопрано)
- Орест, її брат (баритон)
- Клітемнестра, цариця Мікен, їх мати (контральто, виконується також мецо-сопрано)
- Еґісто, її коханець (тенор)
- П'ять дівчат-служниць, свита Клітемнестри, слуги Ореста

Дія відбувається в Стародавній Греції після закінчення Троянської війни (на рубежі XII—XIII ст. до н. е.).

## Сюжет
Палац Агамемнона в Мікенах. Служниці обговорюють останні події. Цариця Клітемнестра з коханцем Еґісто вбила свого чоловіка, царя Агамемнона, прирекла на вигнання сина Ореста. Дві дочки піддаються вічним приниженням, особливо — горда Електра, яка перетворилася на злісну, відлюдькувату фурію. Служниці зневажають її, лише одна з них виступає на захист царівни. Запекла суперечка переходить у бійку.
З палацу виходить Електра. Вона оплакує батька, сумну долю Агамемнона, з болісними подробицями згадує криваву сцену вбивства. Електра сподівається на повернення Ореста і смакує годину помсти.
З ненавистю зустрічає царівна сестру. Хрісофеміда змирилася зі своєю принизливою роллю в палаці. Ублажаючи матір і Еґіста, вона сподівається на шлюб і материнство, затишне сімейне щастя. Хрісофеміда просить сестру не злити можновладців, інакше Електрі загрожує ув'язнення. Електра з люттю проганяє сестру.
У освітленому вікні показується Клітемнестра. Вона намагається умилостивити богів жертвопринесеннями. Помітивши Електру, цариця раптово зупиняється перед нею. Може, дочка допоможе позбутися нічних кошмарів? Лицемірно співчуваючи матері, Електра віщує їй страшну долю: вона сама стане жертвою відплати і впаде від руки сина. Раптово з'являється слуга зі звісткою про смерть Ореста. Задихаючись від жорстокої урочистості та ненависті, Клітемнестра вибухає диким реготом і йде. Вбігає, плачучи, Хрісофеміда і розповідає про чужинців, що принесли докази загибелі брата. Двоє слуг тим часом спішно споряджають у дорогу Еґіста. Вийшовши із заціпеніння, Електра благає сестру допомогти їй здійснити матеревбивство. У жаху Хрісофеміда тікає. Електра кидається рити землю, де захована сокира — знаряддя вбивства батька.
У дверях з'являється незнайомець. Електра жене чужинця, але він, прийнявши Електру за служницю, розпитує її про життя в палаці. У довгій розмові розкривається таємниця. Прибулий — сам Орест, а звістка про його загибель — прийом для того, щоб невпізнаним здійснити план помсти. Серце Електри знову відкривається надії і ніжності. Старий наставник Ореста квапить вихованця. Зі священною сокирою Орест входить до палацу і вбиває матір. Електра в очікуванні Еґіста вартує біля дверей. Лестощами заманює жінка узурпатора, що повернувся додому, де і його знаходить кара. На крики збігаються всі мешканці палацу. Діти Агамемнона виконали волю Олімпу, помстившись за батька. Електра радіє в дикому танці, в якому і вмирає.

## Музика
«Електра» — трагедія в дусі експресіонізму, один з найскладніших і найекстремальніших за музичною мовою творів Штрауса. Багато що споріднює її з «Саломеєю», але сам композитор вважав нову оперу більш досконалою і стилістично єдиною. При напруженості емоцій музична мова набуває якості, що передують мелодиці Арнольда Шенберга і Альбана Берга порушенням тонально-гармонійної системи, оновленням вокального стилю (переважає збуджена, рвучка декламація), надпотужним оркестром (йому відведена першорядна роль, незважаючи на переважання вільного діалогу), витонченою інструментальною поліфонією. Відсутні традиційні вокальні ансамблі, сольні номери, хори.
Своєрідно трактована драматургія підпорядкована законам як музичного театру (а саме законам вагнерівської музичної драми), так і симфонічної поеми — жанру, що займає у творчості Штрауса одне з провідних місць. Цікаво, що саме в «Електрі» Штраус вперше після Ріхарда Вагнера використовував в оперній партитурі такі незвичайні інструменти як вагнерівська туба і бас-труба.